# Universidad de Aveiro
La Universidad de Aveiro es una universidad pública portuguesa, localizada en Aveiro, y creada en 1973. La universidad tiene 12,000 estudiantes, con 58 carreras. Tiene unas unidades de desarrollo de investigación muy activas, con  programas enfocados tanto a los negocios de la comunidad como a la naciente industria regional, en campos tales como las  telecomunicaciones o la ingeniería industrial.

## Departamentos y secciones autónomas
- Departamento de Ambiente e Ordenamento
- Departamento de Biologia
- Departamento de Ciências da Educação
- Departamento de Comunicação e Arte
- Departamento de Didáctica e Tecnologia Educativa
- Departamento de Economia, Gestão e Engenharia Industrial
- Departamento de Electrónica, Telecomunicações e Informática
- Departamento de Engenharia Cerâmica e do Vidro
- Departamento de Engenharia Civil
- Departamento de Engenharia Mecânica
- Departamento de Física
- Departamento de Geociências -
- Departamento de Línguas e Culturas
- Departamento de Matemática
- Departamento de Química
- Secção Autónoma de Ciências da Saúde
- Secção Autónoma de Ciências Sociais, Jurídicas e Políticas

## Institutos y Escuelas Superiores
- Escola Superior Aveiro-Norte*
- Escola Superior de Saúde da Universidade de Aveiro
- Escola Superior de Tecnologia e Gestão de Águeda
- Instituto Superior de Contabilidade e Administração de Aveiro

## Cursos existentes
Lista de cursos de formación inicial actualmente leccionados en la Universidad de Aveiro:
- Administración Pública
- Biología
- Biología y Geología
- Bioquímica
- Biotecnología
- Ciencias Biomédicas
- Ciencias de Ingeniería civil
- Ciencias del Mar
- Comercio
- Contabilidad
- Diseño
- Documentación e Arquivística
- Economía
- Educación Básica
- Enfermería
- Ingeniería de Computadores y Telemática
- Ingeniería de Materiales
- Ingeniería de Ambiente
- Ingeniería y Gestión Industrial
- Ingeniería de Telecomunicaciones
- Ingeniería Electrotécnica
- Ingeniería física
- Ingeniería Geológica
- Ingeniería Mecánica
- Ingeniería química
- Finanzas
- Física
- Fisioterapia
- Gerontología
- Gestión
- Gestión pública Autárquica
- Idiomas y Estudios Editoriales
- Idiomas e Relaciones Empresariales
- Idiomas, Literaturas y Culturas
- Marketing
- Matemáticas
- Meteorología, Oceanografía y Geofísica
- Música
- Nuevas tecnologías de la información y comunicación
- Psicología
- Química
- Radiología
- Técnico Superior de Justicia
- Técnico Superior de Secretariado
- Tecnología y Diseño de Producto
- Tecnologías de la Información
- Tecnologías y Sistema de Información
- Logopedia
- Traducción
- Turismo

## Unidades de investigación
- Centro de Biología Celular - CBC
- Centro de Investigação em Didática e Tecnologia na Formação de Formadores - CDTFF
- Centro de Estudos de Competividade Empresarial - CECE
- Centro de Estudos em Governança e Políticas Públicas - CEGOPP
- Centro de Estudos em Optimização e Controlo - CEOC
- Centro de Estudos do Ambiente e do Mar - CESAM
- Centro de Investigação em Materiais Cerâmicos e Compósitos - CICECO
- Centro de Línguas e Culturas - CLC
- Construção do Conhecimento Pedagógico nos Sistemas de Formação - CCPSF
- Evolução Litosférica e Meio Ambiental de Superfície - ELMAS
- Física de Semicondutores em Camadas, Optoelectrónica e Sistemas Desordenados - FSCOSD
- Grupo de Modelação Oceânica - NEPTUNO (enlace roto disponible en Internet Archive; véase el historial, la primera versión y la última).
- Instituto de Engenharia Electrónica e Telemática de Aveiro - IEETA
- Instituto de Telecomunicações - IT Archivado el 12 de septiembre de 2007 en Wayback Machine.
- Matemática e Aplicações - MA
- Minerais Industriais e Argilas - MIA
- Química Orgânica de Produtos Naturais e Agroalimentares - QOPNA
- Centro de Tecnologia Mecânica e Automação - TEMA
- Unidade de Investigação em Comunicação e Arte - UNICA

## Laboratorios Asociados
- Centro de Estudos do Ambiente e do Mar - CESAM
- Centro de Investigação em Materiais Cerâmicos e Compósitos - CICECO
- Instituto de Telecomunicações - IT

## Unidades funcionales y de Iinterfaz
- Associação para a Formação Profissional e Investigação da Universidade de Aveiro (UNAVE)
- Centro de Informática e Comunicações da Universidade de Aveiro (CICUA)
- Centro Integrado de Formação de Professores (CIFOP)
- Centro Multimédia e de Ensino a Distância (CEMED)
- Fábrica de Ciência Viva
- Fundacão João Jacinto de Magalhães
- Incubadora de Empresas
- Instituto de Formação Inicial Universitária
- Instituto de Formação Pós-Graduada
- Instituto de Investigação
- Laboratório Central de Análises